# Tetraploidia
Um indivíduo tetraploideAO 1990, ou seja que possui tetraploidia, é um indivíduo cujas células possuem configuração 4n ou seja, para cada cromossomo existem três réplicas (fazendo quatro no total).